# 20. siječnja
20. siječnja (20. 1.) 20. je dan godine po gregorijanskom kalendaru.
Do kraja godine ima još 345 dana (346 u prijestupnoj godini).

## Događaji
- 1885. – LaMarcus Adna Thompson je izumio prvi roller coaster.
- 1892. – U Springfieldu, u dvorani Gimnazije YMCA, održana je prva službena košarkaška utakmica. Prvi igrači bili su studenti gimnazije YMCA. Poslije se igra proširila na čitave SAD i Kanadu.
- 1942. – Na jezeru Wannsee nedaleko Berlina preko 30 njemačkih političara, visokih oficira vojske i SS-a sastali su se ne bi li "konačno riješili " židovsko pitanje. Sastanak je vodio Reinhard Heydrich političar, član Schutzstaffela i voditelj Sicherheitsdiensta. Na toj konferenciji dogovoreno je masovno uništenje Židova (Holokaust) u Europi.
- 1961. – J. F. Kennedy položio prisegu na mjesto predsjednika SAD-a i tako postao najmlađim predsjednikom do tada.

| - 1890. – Vinko Žganec, jedan od najvećih hrvatskih melografa, muzikologa, etnomuzikologa, zapisivača narodnih plesova, obreda i običaja († 1976.) - 1920. – Federico Fellini, talijanski redatelj († 1993.) - 1931. – Zdravko Sančević, hrvatski diplomat - 1946. – David Lynch, američki redatelj - 1952. – Paul Stanley, američki glazbenik - 1956. – Stanka Gjurić, hrvatska književnica - 1961. – Marijan Brkić - Brk, hrvatski glazbenik - 1963. – James Denton, američki glumac - 1987. – Marco Simoncelli, talijanski motociklist († 2011.) - 1987. – Jelena Grubišić, hrvatska rukometašica - 1989. – Maja Jurić, bosanskohercegovačka glumica - 1992. – Gökhan Töre, turski nogometaš - 1995. – Joey Badass, američki reper, tekstopisac i glazbeni producent - 1999. – Matias Biljaka, hrvatski vaterpolist - 2003. – Antonia Ružić, hrvatska tenisačica | - 250. – papa Fabijan - 1612. – Rudolf II., njemačko-rimski car, ugarsko-hrvatski i češki kralj (* 1552.) - 1617. – Faust Vrančić, hrvatski polihistor, jezikoslovac, pronalazač, diplomat, inženjer, svećenik, biskup (* 1551.) - 1713. – Pavao Ritter Vitezović, hrvatski književnik, povjesničar, jezikoslovac i nakladnik (* 1652.) - 1859. – Bettina von Arnim, njemačka književnica (* 1785.) - 1920. – Celestin Medović, hrvatski slikar (* 1857.) - 1927. – Milena Mrazović, hrvatska novinarka (* 1863.) - 1957. – James Brandon Connolly, američki atletičar (* 1865.) - 1990. – Barbara Stanwick, američka filmska glumica (* 1907.) - 1993. – Audrey Hepburn, američka filmska i kazališna glumica (* 1929.) - 1996. – Sergej Sklevicky, hrvatski znanstvenik (* 1916.) - 2014. – Claudio Abbado, talijanski dirigent (* 1933.) - 2021. – Mira Furlan, hrvatska glumica i pjevačica (* 1955.) |

## Blagdani i spomendani
- Dan grada Otočca

## Imendani
- Fabijan
- Sebastijan